# Antwerp Football Alliance
Antwerp Football Alliance was een Belgische voetbalclub uit Antwerpen. De club was aangesloten bij de KBVB en speelde in de beginjaren van het Belgisch voetbal één seizoen in de nationale reeksen. Bij de invoering van de stamnummers in 1926 was de club al verdwenen en kreeg zo nooit een stamnummer toegekend.

## Geschiedenis
In januari 1905 sloot Antwerp F.A. zich aan bij de voetbalbond en mocht zo in het seizoen 1905/1906 aantreden in de Tweede Divisie, afdeling Antwerpen, destijds het op een na hoogste niveau in het Belgische voetbal, dat toen slechts één nationale reeks kende. De club behaalde in zijn eerste 2 seizoenen telkens een derde plaats. In 1907/1908 eindigde de club als eerste in tweede divisie. Om te promoveren naar de hoogste afdeling diende men echter ook bij de eerste twee ploegen te eindigen in een nationale eindronde. Hierin werd de club allerlaatste op een totaal van 8 clubs.
In 1909 werd de competitie hervormd. Onder de Eredivisie speelde men niet langer in regionale voorrondes, maar werd een volwaardig tweede nationale niveau ingevoerd, de huidige Tweede Klasse, toen Bevordering genoemd.
Aangezien Antwerp F.A. in het seizoen 1908/1909 slechts 8e eindigde in de regionale afdeling Antwerpen, stootte men niet door tot deze nieuwe nationale reeks. In 1910 slaagde de club er wel in te promoveren, na een 1e plaats in de regionale afdeling en winst in de nationale eindronde. De club kwam zo in het seizoen 1910/1911 uit in de Tweede Klasse, destijds Promotion genoemd. De club eindigde er echter als 12e en allerlaatste met slechts 6 punten en degradeerde onmiddellijk terug naar de regionale reeksen. Het seizoen 1911/1912 eindigde men 7e in de regionale afdeling Antwerpen. Dit was tevens het laatste seizoen dat de club actief was, in 1912 werd de club geschrapt bij de voetbalbond.